# Born to Love
Born to Love — совместный студийный альбом американских исполнителей Пибо Брайсона и Роберты Флэк, выпущенный в 1983 году на лейбле Capitol Records. Продюсерами стали Майкл Массер и Боб Крю.
Лид-синглом с альбома стала песня «Tonight, I Celebrate My Love», она достигла 16 места в Billboard Hot 100. Песня «Maybe» была написана специально для фильма «Романтическая комедия».
Альбом занял 25-е место в чарте Billboard Top LPs и 8-е место в чарте Top Soul Albums. В США пластинка имеет золотую сертификацию от Американской ассоциации звукозаписывающих компаний за более чем 500 000 проданных копий.

## Список композиций
| №  | Название                       | Автор(ы)                          | Длительность |
| -- | ------------------------------ | --------------------------------- | ------------ |
| 1. | «Tonight, I Celebrate My Love» | Джерри Гоффин, Майкл Массер       | 3:29         |
| 2. | «Blame It on Me»               | Берт Бакарак, Кэрол Байер-Сейджер | 4:12         |
| 3. | «Heaven Above Me»              | Боб Гаудио, Боб Крю               | 4:34         |
| 4. | «Born to Love»                 | Пибо Брайсон                      | 4:25         |

| №  | Название                         | Автор(ы)                                         | Длительность |
| -- | -------------------------------- | ------------------------------------------------ | ------------ |
| 1. | «Maybe»                          | Берт Бакарак, Кэрол Байер-Сейджер, Марвин Хэмлиш | 3:19         |
| 2. | «I Just Came Here to Dance»      | Кеннет Белл, Терри Скиннер, Джей Эл Уоллес       | 3:59         |
| 3. | «Comin’ Alive»                   | Джерри Гоффин, Майкл Массер                      | 3:34         |
| 4. | «You’re Lookin’ Like Love to Me» | Боб Гаудио, Боб Крю, Джерри Корбетта             | 3:59         |
| 5. | «Can We Find Love Again»         | Роберта Флэк, Эл Джонсон                         | 4:29         |

## Позиции в хит-парадах
| Чарт (1983)                            | Высшая позиция |
| -------------------------------------- | -------------- |
| Австралия (Kent Music Report)          | 35             |
| Канада (RPM Top Albums/CDs)            | 39             |
| Нидерланды (Album Top 100)             | 21             |
| Новая Зеландия (RMNZ)                  | 43             |
| Швеция (Sverigetopplistan)             | 50             |
| Великобритания (UK Albums Chart)       | 15             |
| США (Billboard 200)                    | 25             |
| США (Billboard Top R&B/Hip-Hop Albums) | 8              |

## Сертификации и продажи
| Регион | Сертификация | Продажи  |
| --- | ------------ | -------- |
| Великобритания (BPI) | Серебряный   | 60 000^  |
| США (RIAA) | Золотой      | 500 000^ |
| * Данные о продажах приведены только на основе сертификации. ^ Данные о тиражах приведены только на основе сертификации. |              |          |